# Araneus bosmani
Araneus bosmani este o specie de păianjeni din genul Araneus, familia Araneidae, descrisă de Simon, 1903.
Este endemică în Equatorial Guinea. Conform Catalogue of Life specia Araneus bosmani nu are subspecii cunoscute.